# Tsugai - Daemons of the Shadow Realm
Tsugai - Daemons of the Shadow Realm (黄泉のツガイ, Yomi no Tsugai) est un manga écrit et illustré par Hiromu Arakawa. La série est publiée au Japon depuis décembre 2021 par le magazine mensuel Monthly Shōnen Gangan de l'éditeur Square Enix. La version française est publiée par Kurokawa depuis juillet 2023.
La série sera adaptée en anime, produite par le studio Bones.

## Synopsis
Dans un village ancestral niché au cœur des montagnes naissent Yuru et sa sœur Asa. Ils portent le surnom des «jumeaux séparant le clair de l’obscur». Asa vit recluse pour accomplir une mystérieuse prophétie, jusqu’au jour où un contingent militaire débarque au village et s’en prend à ses habitants. Yuru va alors rencontrer une jeune femme affirmant être sa véritable sœur et découvrir l’existence de mystérieuses créatures appelées Tsugai. Yuru est alors contraint de fuir dans le monde inférieur, c’est-à-dire le monde moderne, duquel le village est totalement coupé. Il va ainsi partir à la recherche de cette autre Asa. 
L’histoire repose sur le lien qui existe entre les humains et les Tsugai. Ils sont comparables à des Yôkai ou à des Esprits, et agissent toujours par paire sous les ordres de leur meneur, que l’on nomme meneur de Tsugai.  

## Manga
Tsugai - Daemons of the Shadow Realm est écrit et dessiné par Hiromu Arakawa. Il est annoncé en août 2021 par l'éditeur Square Enix via son magazine mensuel Monthly Shōnen Gangan à l'occasion du 20e anniversaire du manga Fullmetal Alchemist du même auteur. Il est publié sur le même magazine depuis le 10 décembre 2021,. L'éditeur Square Enix publie la série sous format tankōbon à partir du 10 juin 2022. Le 11 juillet 2025, 10 volumes ont été publiés.
En février 2023, Kurokawa annonce la publication de la version française et annonce la sortie du premier volume pour juillet 2023.

### Liste des volumes
| no | Japonais          | Japonais                                                                 | Français        | Français                                                                   |
| no | Date de sortie    | ISBN                                                                     | Date de sortie  | ISBN                                                                       |
| --- | ----------------- | ------------------------------------------------------------------------ | --------------- | -------------------------------------------------------------------------- |
| 1 | 10 juin 2022      | 978-4-7575-7962-0                                                        | 6 juillet 2023  | 978-2-38071-427-2 (édition standard) 978-2-38071-432-6 (édition collector) |
| Liste des chapitres : - Chapitre 001 - Asa et Yuru (アサとユル, Asa to Yuru) - Chapitre 002 - Dextre et Senestre (右と左, Migi to Hidari, litt. Droite et Gauche) - Chapitre 003 - Dera et Hana (デラとハナ, Dera to Hana) - Chapitre 004 - Ai et Makoto (愛と誠, Ai to Makoto)                                                                        |                   |                                                                          |                 |                                                                            |
| 2 | 12 septembre 2022 | 978-4-7575-8100-5                                                        | 12 octobre 2023 | 978-2-38071-539-2                                                          |
| Liste des chapitres : - Chapitre 005 - Jin et Yuru (ジンとユル, Jin to Yuru) - Chapitre 006 - Le lièvre et la tortue (兎と亀, Usagi to Kame) - Chapitre 007 - La famille Kagemori et les assaillants inconnus (影森家と謎の襲撃者, Kagemori-ke to Nazo no Shūgeki-sha) - Chapitre 008 - Sincérité et pulsions meurtrières (誠意と殺意, Seii to Satsui) |                   |                                                                          |                 |                                                                            |
| 3 | 10 février 2023   | 978-4-7575-8401-3                                                        | 8 février 2024  | 979-10-420-1398-1                                                          |
| Liste des chapitres : - Chapitre 009 - Asa et "délivrance" (アサと「解」, Asa to 「Kai」) - Chapitre 010 - Encrage et blanco (ベタとホワイト, Beta to Howaito) - Chapitre 011 - Doute et conviction (疑念と確信, Ginen to Kakushin) - Chapitre 012 - Étreinte et chuchotement (抱擁と囁き, Enbureisu to Uisupaa)                                       |                   |                                                                          |                 |                                                                            |
| 4 | 12 juin 2023      | 978-4-7575-8608-6                                                        | 4 juillet 2024  | 979-10-420-1430-8 (édition standard) 979-10-420-1431-5 (édition collector) |
| Liste des chapitres : - Chapitre 013 - Longs-bras et longues-jambes (手長と足長, Tenaga to Sokuchō) - Chapitre 014 - Ryû et Ken (リュウとケン, Ryū to Ken) - Chapitre 015 - Petit frère et grand frère (兄と弟, Ani to Otōto) - Chapitre 016 - Le serviteur et le chaman (番小物と祈祷師, Tsugaikomono to Kitoushi)                                    |                   |                                                                          |                 |                                                                            |
| 5 | 12 septembre 2023 | 978-4-7575-8786-1                                                        | 10 octobre 2024 | 979-10-420-1472-8                                                          |
| Liste des chapitres : - Chapitre 017 - Shôkyô et Daikyô (大凶と小凶, Daikyō to Shōkyō) - Chapitre 018 - Famille et amis (家族と友, Kazoku to Tomo) - Chapitre 019 - Yuru et Danji (ユルとダンジ, Yuru to Danji) - Chapitre 020 - Asagiri et Yozakura (朝霧と夜桜, Asagiri to Yozakura)                                                                 |                   |                                                                          |                 |                                                                            |
| 6 | 12 janvier 2024   | 978-4-7575-8877-6(édition standrad) 978-4-7575-8878-3(édition collector) | 13 février 2025 | 979-10-420-1874-0                                                          |
| Liste des chapitres : - Chapitre 021 - Kagemori et Shingô (影森と新郷, Kagemori to Shingō) - Chapitre 022 - Assassin et café (刺客とコーヒー, Shikaku to Kōhī) - Chapitre 023 - Pleurnichards et garnements (泣く子と悪い子, Nakuko to Warui Ko) - Chapitre 024 - Fûjin et Raijin (風神と雷神, Fūjin to Raijin)                                        |                   |                                                                          |                 |                                                                            |
| 7 | 11 mai 2024       | 978-4-7575-9184-4                                                        | 12 juin 2025    | 979-10-420-1875-7                                                          |
| Liste des chapitres : - Chapitre 025 - 刀と弓 (Katana to Yumi) - Chapitre 026 - 逃亡者と追跡者 (Tōbōsha to Tsuisekisha) - Chapitre 027 - 殺し屋と始末屋 (Koroshiya to Shimatsuya) - Chapitre 028 - ザシキワラシと東村 (Zashikiwarashi to Higashi Mura)                                                                                                 |                   |                                                                          |                 |                                                                            |
| 8 | 12 septembre 2024 | 978-4-7575-9412-8                                                        |                 |                                                                            |
| Liste des chapitres : - Chapitre 029 - 影森兄弟と黒谷姉弟 (Kagemori Kyōdai to Kurotani Kyōdai) - Chapitre 030 - 情と理 (Jō to Kotowari) - Chapitre 031 - 東村と西ノ村 (Higashi Mura to Nishino Mura) - Chapitre 032 - 墓掘りと掃除屋 (Hakahori to Sōjiya)                                                                                              |                   |                                                                          |                 |                                                                            |
| 9 | 12 mars 2025      | 978-4-7575-9733-4                                                        |                 |                                                                            |
| Liste des chapitres : - Chapitre 033 - 火と水 (Hi to Mizu) - Chapitre 034 - 萌えT男とジャージ女 (Moe Tī Otoko to Jāji Onna) - Chapitre 035 - 死と再生 (Shi to Saisei) - Chapitre 036 - 親父と息子 (Oyaji to Musuko) |                   |                                                                          |                 |                                                                            |
| 10 | 11 juillet 2025   | 978-4-7575-9950-5                                                        |                 |                                                                            |
| Liste des chapitres : - Chapitre 037 - 再会と再訪 (Saikai to Saihō) - Chapitre 038 - 期待と絶望 (Kitai to Zetsubō) - Chapitre 039 - 功名心と焦燥感 (Kōmyōshin to Shōsōkan) - Chapitre 040 - 裏と表 (Ura to Hyō) |                   |                                                                          |                 |                                                                            |
| - |                   |                                                                          |                 |                                                                            |
| Liste des chapitres : - Chapitre 041 - 秘密と沈黙 (Himitsu to Chinmoku) - Chapitre 042 - 襲撃と逆襲 (Shūgeki to Gyakushū) - Chapitre 043 - 天と地 (Ten to Chi) |                   |                                                                          |                 |                                                                            |

## Anime
L'adaptation en anime est annoncée en juillet 2025 durant le panel de Crunchyroll lors de l'Anime Expo. Elle est réalisée au sein du studio Bones et réalisée par  Masahiro Andō. Le scénario est composé par Noboru Takagi, un character design de Nobuhiro Arai et une musique composée par Kenichiro Suehiro (ja). La série sera diffusée sur la plateforme Crunchyroll pour les pays francophones.

## Réception
La série est classée 19e dans la liste des livres de l'année 2022 du magazine Da Vinci. Il est classé 15e dans la liste des meilleurs mangas pour lecteur masculins de Kono Manga ga Sugoi! de Takarajimasha en 2023. Il est classé 2e par Nationwide Bookstore Employees de 2023. Le tome 1 est nommé dans la sélection jeunesse en compétition officielle du festival d'Angoulême 2024.

### Œuvres

#### Édition japonaise
Édition standard
1. 1 2 3  (ja) « 黄泉のツガイ 1 », sur Square Enix (consulté le 23 février 2023)
2. 1 2  (ja) « 黄泉のツガイ 2 », sur Square Enix (consulté le 23 février 2023)
3. 1 2  (ja) « 黄泉のツガイ 3 », sur Square Enix (consulté le 23 février 2023)
4. 1 2  (ja) « 黄泉のツガイ 4 », sur Square Enix (consulté le 7 juin 2023)
5. 1 2  (ja) « 黄泉のツガイ 5 », sur Square Enix (consulté le 21 septembre 2023)
6. 1 2  (ja) « 黄泉のツガイ 6 », sur Square Enix (consulté le 7 janvier 2024)
7. 1 2  (ja) « 黄泉のツガイ 7 », sur Square Enix (consulté le 26 avril 2024)
8. 1 2  (ja) « 黄泉のツガイ 8 », sur Square Enix (consulté le 3 septembre 2024)
9. 1 2  (ja) « 黄泉のツガイ 9 », sur Square Enix (consulté le 10 mars 2025)
10. 1 2  (ja) « 黄泉のツガイ 10 », sur Square Enix (consulté le 26 juin 2025)

Édition spéciale
1. ↑  (ja) « 黄泉のツガイ 6 特装版 小冊子付き », sur Square Enix (consulté le 7 janvier 2024)

#### Édition française
Édition standard
1. 1 2  « Tsugai - Daemons of the Shadow Realm - Tome 1 », sur Kurokawa (consulté le 23 novembre 2023)
2. 1 2  « Tsugai - Daemons of the Shadow Realm - Tome 2 », sur Kurokawa (consulté le 23 novembre 2023)
3. 1 2  « Tsugai - Daemons of the Shadow Realm - Tome 3 », sur Kurokawa (consulté le 12 juin 2025)
4. 1 2  « Tsugai - Daemons of the Shadow Realm - Tome 4 », sur Kurokawa (consulté le 12 juin 2025)
5. 1 2  « Tsugai - Daemons of the Shadow Realm - Tome 5 », sur Kurokawa (consulté le 12 juin 2025)
6. 1 2  « Tsugai - Daemons of the Shadow Realm - Tome 6 », sur Kurokawa (consulté le 12 juin 2025)
7. 1 2  « Tsugai - Daemons of the Shadow Realm - Tome 7 », sur Kurokawa (consulté le 12 juin 2025)

Édition spéciale
1. ↑  « Tsugai - Daemons of the Shadow Realm - Tome 1 - Collector », sur Kurokawa (consulté le 23 novembre 2023)
2. ↑  « Tsugai - Daemons of the Shadow Realm - Tome 4 - Collector », sur Kurokawa (consulté le 12 juin 2025)